# قتل‌عام سوکچینگ
قتل‌عام سوک چینگ (華僑粛清) یک پاکسازی در میان چینی‌های ساکن سنگاپور، چینی سنگاپوری‌ها و مالایایی‌های چینی توسط نیروی زمینی امپراتوری ژاپن در زمان اشغال سنگاپور و مالایا توسط ژاپن بود، مالایای بریتانیا که در آن زمان مستعمره انگلیس بود، به دنبال نبرد سنگاپور از ۸ تا ۱۵ فوریه ۱۹۴۲ نیروهای بریتانیایی در سنگاپور در بزرگترین تسلیم کل تاریخ بریتانیا تسلیم شدند. 
سه روز پس از تسلیم نیروهای بریتانیایی، از ۱۸ فوریه نیروهای اشغالگر ژاپنی شروع به کشتار وسیع «عناصر نامطلوب»، که اکثرا از قومیت‌های چینی بودند، کردند.